# Список эпизодов телесериала «Роковые красотки»

## Описание сезонов
| Сезон | Сезон | Количество эпизодов | Премьера первого эпизода | Премьера последнего эпизода | Дата выхода на DVD | Дата выхода на DVD | Дата выхода на DVD |
| Сезон | Сезон | Количество эпизодов | Премьера первого эпизода | Премьера последнего эпизода | Регион 1           | Регион 2           | Регион 4           |
| ----- | ----- | ------------------- | ------------------------ | --------------------------- | ------------------ | ------------------ | ------------------ |
|       | 1     | 13                  | 13 мая 2011              | 5 августа 2011              |                    |                    |                    |
|       | 2     | 12                  | 25 мая 2012              | 10 августа 2012             |                    |                    |                    |

### Сезон 1 (2011)
| № | #  | Название                                              | Режиссёр              | Сценарист                                      | Дата показа в США |
| --- | -- | ----------------------------------------------------- | --------------------- | ---------------------------------------------- | ----------------- |
| 1 | 1  | «Behind Locked Doors» «За закрытыми дверями»          | Грег Притикин         | Ричард Холлис                                  | 13 мая 2011       |
| Молодая актриса, Лейси Риверз (Кит Вилессе), приговорена к году тюрьмы, из-за того, что она задавила четырёх пешеходов, когда вела смс-переписку. Криминальный авторитет Большая Эгги (Хейди Джеймс), которая метит свою территорию, оставляя шрамы на лицах своих девушек, пристаёт к Лейси. Но Лейси спасает её сокамерница, Камилла (Анна Александре). Охранница Максин (Жистин С. Бренди) вмешивается, защищая Большую Эгги и отправляет Камиллу в одиночку. Максин посещает Лейси и вымогает у неё деньги: она знает настоящее имя Лейси и её криминальное прошлое. Лэйси жалуется на Максин начальнику тюрьмы, Джеффрису (Поль Мазусрки), что ещё больше злит Максин. Лейси также начинает роман с Рейфом (Вилл ПОстон), ещё одним охранником тюрьмы. Она просит Камиллу ударить её по лицу и говорит Рейфу, что это сделала Максин. Когда Максин снова приходит вымогать деньги, Рейф следует за ней в камеру Лейси. Рейф убивает Максин, а Лейси подставляет Камиллу. Лейси говорит Джеффрису, что это Камилла поставила ей синяк и просит его о досрочном освобождении. Рейф взволнован тем, что Лейси выйдет на свободу, пока она не проясняет, что их роман закончен. Он также открывает для себя то, что Максин знала про Лейси: раньше та была стриптизёршей в Литтл Роке, она убедила любовник убить её мужа. чтобы она могла получить страховую выплату. Рейф полон решимости свести счёты с Лейси из-за того, что та использовала его. Он переводит её в камеру Большой Эгги. |    |                                                       |                       |                                                |                   |
| 2 | 2  | «Bad Medicine» «Плохая медицина»                      | Дэрин Скотт           | Стивен Криозер                                 | 20 мая 2011       |
| У медсестры Виолетты Макреди (Кристин Донлон) роман с хирургом Грегом Купером (Скотт Бейли), который обещает ей перевод в дневную смену, чтобы они смогли проводить больше времени вместе. Той ночью, на работе, Виолетту вызывают в отделение экстренной медицинской помощи, где в тот момент обрабатывают колотые и огнестрельные бандиту Лазу Свону (Роберт Ласардо) и двум его противником. Лаз грубо пристаёт к Виолетте. Дела становятся ещё хуже, когда она идёт поговорить к главе больнице Эми Аустер и застаёт её с Грегом. Его фальшивые объяснения прерываются выстрелами из отделения экстренной медицинской помощи. Грег прячется, пока Виолетта приходит на помощь медсестре, раненой в перестрелке между Лазом и его противникам. Так как полиция блокирует выход из больницы, то Лаз заставляет Виолетту вывести его к другому выходу. По пути Лаз останавливается в больничной аптеке. В ней же прячется Грег. Виолетта подстрекает Лаза к нападению на Грега. Пока Лаз растерян, Виолетта хватает шприц и вкалывает ему седативное. Она берёт его пистолет, но до того, как она успевает выстрелить, пребывает полиция. Тремя неделями позже Виолетта попадает к Лазу в тюремный лазарет. Обновлённая Виолетта, обретшая силу воли и уверенность в себе, избила Эми, чтобы получить перевод туда. Виолетта парализует Лаза перед тем как разрезать его на куски. Потом она к Грэгу и приковывает наручниками к кровати во время агрессивной сексуальной прелюдии. Затем Виолетта достаёт из сумки пластины портативного дефибриллятора и разряжает их на Греге. |    |                                                       |                       |                                                |                   |
| 3 | 3  | «Something Like Murder» «Что-то похожее на убийство»  | Марк А. Олтмэн        | Шэлби Карпентер                                | 27 мая 2011       |
| Дарла Маккендрик (Аня Монзыкова) сговаривается со своей любовницей, Бет Одетс (Шарли Бейкер), убить своего мужа, Чарльза (Ян Грегори). Женщины познакомились, когда Бет, массажистка, делала массаж Дарле, и сразу же стали любовницами. Дарла не может оставить Чарльза, так как её по брачному контракту она ни чего не получит в случае смерти мужа или развода. Бет приходит в голову план, чтобы они остались вместе, оставив деньги Чарльза себе: любовницы убивают Чарльза и с помощью Говарда (Брен Фостер), бывшего любовника Бет, инсценируют похищение. Дарла говорит детективу Митчиму (Марк Костелло), что готова внести в 10 миллионов долларов, который требуют похитители. Она идёт на склад Чарльза, чтобы встретиться с Бет, которая наставляет на неё пистолет и требует денег. Говард, смотревший со стороны, стреляет в Бет. Он говорит Дарле, что Бет изначально планировала забрать все деньги себе и просто использовала Дарлу. Говард требует поделить добычу, и сопровождает Дарлу в женский туалет, где та спрятала деньги. Но денег там уже нет. Говард клянётся, что не брал их, но Дарла всё равно стреляет в него. Когда она входит из туалета, раненая Бет стреляет в неё: обе женщины умирают от рук друг друга. Тем временем, на улице рядом со складом уборщица (Миша Гонц-Циркл) кладёт выкуп в багажник своей старенькой машины и уезжает. |    |                                                       |                       |                                                |                   |
| 4 | 4  | «Speed Date» «Быстрое свидание»                       | Дэрин Скотт           | Стивен Хэтч, Реджинальд С. Хайенс, Бабалу Занг | 3 июня 2011       |
| Разработчик компьютерных игр Кевин Фриман (Реджинальд С. Хайенс) представляется как “Доктор Трой Джексон” на сайте знакомств. Из многих ответивших девушек, Кевин выбирает Алексис (Дафна Дюплейс). Они встречаются в ресторане, и сразу же подвергаются атаке убийц. Алексис спасает Кевина и отводит в безопасное место. Алексис, сирота, которую тренировала Организация убийц в далёком гималайском монастыре. Когда она покинула Организацию, её глава, Рейвен (Исаак Мустафа) приказал убить Алексис. Находясь рядом с ней Кевин также стал мишенью. Алексис берёт Кевина на вечеринку в лофте Арчи Бичема, бухгалтера Организации. На вечеринке Кевин случайно встречает свою робкую коллегу по работе, Эмили (Стефани Денильсон), которая оказывается доминой. Когда он уже находится на пороге того, чтобы поддаться властному соблазнению Эмми, Алексис звонит ему, чтобы он помог получить информацию от Арчи. Кевин изображает из себя мистического международного убийцу “Сову” и угрожает Арчи. Алексис “спасает” Арчи, но узнав местонахождение Рейвена, убивает его. Алексис и Кевин приходят в убежище Рейвена, чтобы противостоять ему. Рейвен думал, что Алексис перешла к другой организации, но верит ей, когда она говорит, что просто хотела уйти и жить нормальной жизнью. К несчастью, он всё равно планирует убить её и Кевина. Однако, когда Рейвен узнаёт, что тот разработал игру про зомби “Planet of the Undead” (“Планета смерти”). Оказывается, Рейвен является фанатом этой игры, он приглашает их присоединиться к его ужину. У Кевина появляется шанс на второе свидание. |    |                                                       |                       |                                                |                   |
| 5 | 5  | «The White Flower» «Белый цветок»                     | Майкл Хёрст           | Майкл Хёрст                                    | 10 июня 2011      |
| Грабитель банка Джимми (Вильяам Грегори Ли) просыпается от ночного кошмара в убогой комнате мотеля, где он ждёт контакта со своим боссом, мистером Раеном (Стивен Махт). Джимми и его сообщеник, О'Брайан, убили двух копов во время ограбления, но вовсе не убийства беспокоят Джимми — его кошмары о белых цветах. Джимми вызвал Синитю (Кристин Мишель) и Барбару (Тина Касциани), чтобы они помогли скоротать время. Синтия и О'Брайан занимаются извращённым сексом в одной из комнат. Затем, Синтия берёт пистолет О'Брайана и глушитель, спрятанный в вырезке в Библии и ждёт, когда проснётся связанный О'Брайан. Тем временем, Барабара расспрашивает Джимми о его боязни белых цветов. Джимми говорит ей о том что в детстве по соседству с ним жила женщина, которую все считали ведьмой. Ходил слух, что она могла предсказать, что последним в жизни увидит человек. Джимми на спор пробрался в её дом, чтобы украсть деньги, которая она прятала под кроватью. Старуха схватила его и сказала, что последними в жизни он увидит белые цветы. В другой комнате, О'Брайан просыпается и Синтия убивает его. Джимми звонит мистеру Раену и говорит, что ограбление не удалось: О'Брайан был убит, спася тем самым Джимми, но они не успели взять деньги. Эту аферу они задумали вместе с Барбарой. Синтия присоединяется к ним, наставляя пистолет на Джимми и требуя всё награбленное. Барбара убивает её. Джимми чувствует слабость и понимает, что Барбара отравила виски, которое он пил. Барбара наводит свой пистоле на Джимми и спускает курок. Последнее, что он видит, это блеск выстрела из дула пистолета, который выглядит в точности, как белый цветок. |    |                                                       |                       |                                                |                   |
| 6 | 6  | «Girls Gone Dead» «Девушки умирают»                   | Грег Притикинsorority | Грег Притикин                                  | 17 июня 2011      |
| Джей Рома (Чарли О'Коннелл) и его кинооператор Кип (Дин Хаглунд) приехали в полуразрушенный женский клуб ΩΑΝ. Девушки под руководством Тиффани (Катерин Анетт), Алексис (Мэдисон Дилан) и Эриды (Мелисса Пауло) согласились сняться в порнофильме Джея в обмен на деньги для ремонта клуба. Джей и Кип берёт пару девушек наверх, чтобы снять небольшое лесбийское шоу. Чтобы раскрепостить девушек они предлагают им алкоголь, но у тех оказывается своя бутылка водки. Позже Кип проверяет несколько комнат наверху: в них не оказывается мебели, а в бутылках водки содержится простая вода. В этот момент он встречает Эриду и начинает расспрашивать её об этом. Она отвечает ему смертельным ударом молотка по голове. В то же время, другие девушки приводят Джея в подвал и все вместе соблазнительно играю с ним. Когда они заковывают его Джей думает, что всё это в рамках сексуальной игры, но когда они начинают обвязывать галстук вокруг его шей он начинает нервничать. Затем они ставят его на ледяной блок. Тиффани начинает объяснять, что все “члены женского клуба” были участницами других шоу Джея: он поил и запугивал их, чтобы те делали откровенные вещи на камеру. Эти фильмы сломали их жизни, а одну из них, Каролину, это привело к самоубийству. Девушки направляют камеру на Джея и оставляют умирать, транслируя это по интернету. Трансляция собирает больше денег, чем его самые рейтинговые фильмы. Буквы ΩΑΝ оказываются сокращением от др.-греч. Θάνατος — смерть. |    |                                                       |                       |                                                |                   |
| 7 | 7  | «Haunted» «Преследуемый приведениями»                 | Дэрин Скотт           | Турок Андар                                    | 24 июня 2011      |
| В 1924 Эдвард Ломакс (Кемерон Бендер) и его невеста Абигейл Штраусс (Никки Мур) используют древний гримор, чтобы открыть врата ада. Демон вселяется в Абигейл. Целуя Эдварда, она высасывает из него жизнь, превращая в засушенный труп. Действие серии переносится в настоящее: Исследователи паранормального Лекс (Стив Ричард Харрис), Сьюзан (Анна Линн Менчор) и Эр Джей (Эндрю Диклер) берут интервью у медиума-демонолога Холли (Тиффани Браувер). Они собираются заснять спиритический сеанс в особняке Ломакса для их шоу на кабельном телевидении. Текущий владелец, Том (Кемерон Бендер), хочет разоблачить репутацию дома как дома с приведениями, чтобы продать его. Во время спиритического сеанса в дом залетает порыв ветра вместе с криками умершего мужчины, мощная сила подбрасывает всех, кроме Холли, с сидений. Лекс и Сьюзан расходятся по разным частям особняка, а Эр Джей просматривает видео с их камер. Оба видят Абигейл и её призрачных жертв, но их камеры ни чего не передают. Абигейл соблазняет Тома и высасывает из него жизнь. Холли находит Лекса и показывает ему документ, который говорит о Абигейл как о ангеле, который был изгнан с небес за то, что соблазнил архангела. Лекс утешает испуганную Холли, что ведёт к сексу, а затем к смерти Лекса, так как Холли одержима Абигейл. Тем временем Сьюзан нашла гримор Эдварда. Она говорит Эр Джею, что они должны выбираться из здания, и они разделяются для поиска друг друга. Сьюзан находит высушенные тела Тома и Лекса, она успевает во время прибежать в гостевой домик, чтобы спасти Эр Джея. Сьюзан возвращает одержимого медиума в пентаграмму и произносит заклинание из гримора. Абигейл покидает тело Холли. Выжившие уезжают из поместья. Сьюзан едет, смеясь своему отражению в зеркале фургона, в этом отражении мы видим Абигейл.                               |    |                                                       |                       |                                                |                   |
| 8 | 8  | «Angel & Demons» «Ангел и Демоны»                     | Майкл Хёрст           | Майкл Хёрст                                    | 1 июля 2011       |
| Серийный убийца, которого называют Скелет, терроризирует город. Детектива Жанет Райт (Элли Корнелл) назначают в оперативную группу под руководством её бывшего партнёра, детектива Картера Юдсона (Кико Эллсворф). Райт находится в подавленном настроении после одной из жертв Скелета, Греты Люпино, которая умерла у неё на руках. Тем временем биржевой маклер Чарльз Соломон (Нейл Хопкинс) посещает один из стрип-клубов Леланда Райана (Стивен Махт), где он цепляет шикарную блондинку Анжелину (Макинна Риджвей). Райан звонит копам, чтобы доложить о том, что в его клубе возможно видели убийцу. Его разносчица папирос, Лилит, снабжает полицию описанием Соломона. Лилит также говорит, что подслушала, что Соломон упоминал о отеле Эксельсиор. Юдсон и Райт мчатся в Эксельсиор, где Соломон раздел Анжелику и объяснил причину своей ненависти к женщинам: его институтская подружка разбила ему сердце, переспав с его соседом по комнате. Соломон угрожает Анжелике ножом с выкидным лезвием, но она вырывается, хватает свою дамскую сумочку, берёт пистолет и убивает его. Копы прибывают как раз в момент выстрела. Райт бежит назад, а Юдсон входит в комнату отеля и видит убитого Соломона. Райт сталкивается с Анжеликой, которая взяла в заложники портье в вестибюле. Анжелика узнаёт Райт: она видела по телевизору как та работала над убийством Греты Люпино, сестры Анжелики. Соломон был Скелетом, а Анжелики просто добилась правосудия, убив его. Райт даёт Анжелике уйти. Позже она узнаёт, что у Греты Люпино не было сестры. Шикарная брюнетка смотрит телерепортаж о последней жертве Скелета, когда она обслуживает связанного Леланда Райана. Она спускает курок и снимает её парик: это Анжелика, и она мстит за девушек, которых Райан ранил.                                                                                    |    |                                                       |                       |                                                |                   |
| 9 | 9  | «Help Me, Rhonda» «Помоги мне, Ронда»                 | Роберт Мейер Барнетт  | Джексон Ройкирк                                | 8 июля 2011       |
| Вечер Камилы Гарднер (Анна Александер) прерывается Молли Тревор (Юлия Хартли), Марвином Видмарком (Пауль Грин) и Робинсоном Макгров (Джустин Шилтон), которые вторгаются в её удалённое ранчо, чтобы дождаться её мужа, Джонни. Робинсон поясняет, что Джони работает на Министерство национальной безопасности и у него есть некоторые документы для них. Камилла убеждает Робинсона позволить Молли сопроводить её в туалет. Молли объясняет, что она коп под перекрытием, и она даёт Камилле взять небольшой выкидной нож из ящика в ванне. Когда Марвин начинает лапать Камиллу во время исследования прилегающих угодий, она бьёт его ножом. Раненый Марвин гонится за Камиллой и уже собирается пристрелить её, когда в него стреляет Молли. Ронда (Кристал Аллен), выбравшись из дома незамеченной, убивает Молли: она не знала, что Молли была копом. Камилла отправляет Ронду поискать мотель, пока она вернётся обратно, чтобы разобраться с Робинсоном. Робинсон берёт преимущество и заставляет Камиллу открыть комнату спальню, где по её словам спят её дети. В комнате находится труп Джонни. Тот неожиданно вернулся домой и застал двух женщин, занимающийся сексом. Он ударил Камиллу, которая схватила нож и ударила им мужа. Камилла вытаскивает нож из груди Джонни и убивает Робинсона. Она смывает кровь, но в результате находит федералов, пришедших, чтобы арестовать её, как только она вышла из ванны: убийство было заснято на камеру скрытого наблюдения. |    |                                                       |                       |                                                |                   |
| 10 | 10 | «The Clinic» «Клиника»                                | Майкл Хёрст           | Майкл Хёрст, Стивен Криозер                    | 15 июля 2011      |
| Логан Кейл (Даниэль Бесс) отключается во время секса со своей девушкой Джессикой (Стейси Стас). Во время визита к доктору Чендлеру (Ангус Скримм) он узнаёт, что у него порфирия и ему осталось жить только месяц: его единственная надежда — экспериментальное лечение в мексиканской клинике. После очередного припадка он обнаруживает себя в этой клинике, куда его перевезла Джессика. Дружелюбные пациенты, Доуг и Линдси, проводят ему тур по учреждению без окон, которое охраняется вооружённой охраной у дверей и вездесущими камерами. После шести недель Логан чувствует себя на столько лучше, что хочет покинуть больницу. Визит Джессики, которая с тех пор нашла другого любовника, разубеждает его. Пациенты, Джейка и Грейс, “вылечились”, как и Доуг. Линдси находит связь между прибытием пожилых пациентов и исчезновением их друзей и убеждает Логана, что они должны сбежать. Но до того, как они сбежали, Линдси отправляют на “лечение”. Она просыпается в операционной, пожилая женщина на каталке находится рядом с ним. Линдси вырывается из своей коляски и убегает. Она сталкивается с Логаном в коридоре и вместе они справляются с охранником, берут его пистолет и выбегают за дверь. Оказывается, что они находились на складе на возвышенности около центра Лос Анджелеса. Потом они находят тела их пропавших друзей. Доктор Чендлер рассказывает, что все пациенты — приёмные дети, и они обеспечивают донорскими органами своих биологических родителей. Несмотря на мольбы Линдси, Логан отдаёт оружие охранника, когда жизнь Дессики находится под угрозой. Только потом он узнаёт, что Джессика — одна из заговорщиков. Его накачивают седативным и просыпается он уже в операционной комнате, где он, наконец, встречает его биологическую мать — строгую пожилую женщину, она здесь, чтобы получить его всё ещё бьющееся сердце. |    |                                                       |                       |                                                |                   |
| 11 | 11 | «Till Death Do Us Part» «Пока смерть не разлучит нас» | Роберт Мейер Барнетт  | Ричар Холлис                                   | 22 июля 2011      |
| На утро после девичника невеста, Рейчел Ворш, находит в своей постели труп стриптизёра. Ситуация усугубляется тем, что она ничего не помнит из предыдущего вечера. |    |                                                       |                       |                                                |                   |
| 12 | 12 | «Visions, Part 1» «Видения, Часть I»                  | Марк А. Олтмэн        | Стэнтон Карлайл                                | 29 июля 2011      |
| В первой из двух частей серии, с помощью ассистентки, Тары (Жасмин Волтс), подключения к компьютеру и микронаушника, менталист Фостер Прентисс (Марк Крамптон) убеждает аудиторию в своих магических способностях. Когда Тара угрожает выдать его, если не получит больше денег, Фостер делает так, чтобы она “исчезла”. Фостер берёт новую помощницу, Джессику (Стейси Стас). Джессика имеет виды на состоятельную Ингрид Гарднер, которая отчаянно хочет поговорить со своей умершей дочерью. Ингрид присутствует на шоу Фостера, когда компьютер и микронаушник внезапно входят из строя. Фостер случайно касается Виолетту Макреди (Кристин Донлон) и у него случается видение о том как она находилась в заложницах Лаза, которого затем убила. Затем он касается Тиффани (Катерин Анетт), девушку из женского клуба, и видит как она убила мерзкого порнорежиссёра Джея Романа. Когда же, после шоу, он дотрагивается до Дессики, то видит, как она продаёт своего парня на органы. Джессика не боится нового дара Фостера, она рассматривает его как удобную возможность. |    |                                                       |                       |                                                |                   |
| 13 | 13 | «Visions, Part 2» «Видения, Часть II»                 | Марк А. Олтмэн        | Стэнтон Карлайл                                | 5 августа 2011    |
| Во второй части, Фостер и Джессика шантажируют Виолетту и Тиффани. Обеим нечем платить, но благодаря Лилит (которая внезапно включается в игру), они узнают, что Фостер тоже убийца, и планируют избавиться от него. Девушки отправляют Алексис, подругу Тиффани по женскому клубу, чтобы та соблазнила Фостера. Он дотрагивается до ней и видит свою собственную смерть от её рук. Он убегает, но Джессика придаёт его и помогает девушкам заковать его в оковы, заставив сказать, где он похоронил Тару. Виолетта и девушки из женского клуба оставляют Фостера медленно умирать от обезвоживания. Вместе с Джессикой, девушки утешают миссис Гарднер. Позже, полиция получает анонимное послание и раскапывают могилу Тары. Там они находят два тела. |    |                                                       |                       |                                                |                   |

### Сезон 2 (2012)
| №  | #  | Название                                                      | Режиссёр             | Сценарист                                                 | Дата показа в США |
| -- | -- | ------------------------------------------------------------- | -------------------- | --------------------------------------------------------- | ----------------- |
| 1  | 14 | «16 Minutes of Fame» «16 минут славы»                         | Роберт Мейер Барнетт | Ричард Холлис                                             | 25 мая 2012       |
| 2  | 15 | «Gun Twisted» «Переплетённое оружие»                          | Дэрин Скотт          | Дэрин Скотт                                               | 1 июня 2012       |
| 3  | 16 | «Trophy Wife» «Трофейная жена»                                | Будди Гиовиназзо     | Рон Косентино, Будди Гиовиназзо                           | 8 июня 2012       |
| 4  | 17 | «Extracurricular Activities» «Факультативные занятия»         | Роберт Мейер Барнетт | Ричард Холлис                                             | 15 июня 2012      |
| 5  | 18 | «Killer Instinct» «Инстинкт убийцы»                           | Дэрин Скотт          | Дэрин Скотт                                               | 22 июня 2012      |
| 6  | 19 | «Bad Science» «Плохая наука»                                  | Дэрин Скотт          | Турок Андар, Кристин Донлон, Джексон Ройкирк, Дэрин Скотт | 29 июня 2012      |
| 7  | 20 | «Family Business» «Семейное дело»                             | Марк А. Олтмэн       | Сонни Стилгрейв                                           | 6 июля 2012       |
| 8  | 21 | «Jail Break» «Побег из тюрьмы»                                | Стив Креозер         | Ричард Холлис                                             | 13 июля 2012      |
| 9  | 22 | «Crazy Mary» «Сумасшедшая Мэри»                               | Дэрин Скотт          | Турок Андар                                               | 20 июля 2012      |
| 10 | 23 | «One Man's Death» «Смерть одного человека»                    | Майк Хёрст           | Майк Хёрст                                                | 27 июля 2012      |
| 11 | 24 | «Hell Hath No Furies» «Фурия в аду ничто, по сравнению с ...» | Дэрин Скотт          | Дэрин Скотт                                               | 3 августа 2012    |
| 12 | 25 | «Libra» «Либра»                                               | Роберт Мейер Барнетт | Боб Лейтоп, Букару Занг                                   | 10 августа 2012   |